# Amietia lubrica
Amietia lubrica är en groddjursart som först beskrevs av Martin Pickersgill 2007.  Amietia lubrica ingår i släktet Amietia och familjen Pyxicephalidae. IUCN kategoriserar arten globalt som otillräckligt studerad. Inga underarter finns listade i Catalogue of Life.